# Antarctic Institute of Canada
Antarctic Institute of Canada – kanadyjska niedochodowa organizacja charytatywna założona w 1985 roku przez Austina Mardona. Mardon jest byłym badaczem Antarktydy. Pierwotnym celem instytutu było lobbowanie rządu kanadyjskiego, aby zwiększyć ilość kanadyjskich badań naukowych na Antarktydzie. Obecnie instytut zajmuje się również wspieraniem „badań naukowych i literatury akademickiej”. Instytut przyznaje również dotacje badawcze dla niektórych książek wydanych przez Golden Meteorite Press, wydawnictwo również prowadzone przez Austina Mardona. Niektóre z tych książek to: A Description of the Western Isles of Scotland (2010) i Dark Age Avengers (2010).

## Historia
Instytut został założony w 1985 roku przez Austina Mardona w Lethbridge, Alberta. Obecnie prowadzi działalność w Edmonton. Od początku stworzenia instytut zwiększył zakres działalności w wielu różnych dziedzinach, np. historia, geografia i polityka kanadyjska.